# U-Bahnhof Porto di Mare
Der U-Bahnhof Porto di Mare („Seehafen“) ist ein unterirdischer Bahnhof der U-Bahn Mailand. Er befindet sich auf der Linie M3 unter der Via Giovanni Battista Cassinis, bei dem Gebiet, wo jahrzehntelang ein Binnenhafen geplant war.

## Geschichte
Der U-Bahnhof Porto di Mare wurde am 12. Mai 1991 als Teil der Verlängerung von Porta Romana zur neuen Endstation San Donato in Betrieb genommen.
Der ursprünglich vorgesehene Name für den Bahnhof war Fabio Massimo, nach der nahe gelegenen Via Fabio Massimo. Später wurde jedoch beschlossen, in Erinnerung an den am Ort geplanten, aber nie gebauten Binnenhafen, den Namen Porto di Mare („Seehafen“) zu verwenden.

## Lage
Der Bahnhof befindet sich in unterirdischer Lage unter der Via Giovanni Battista Cassinis.
Der Bahnhof verfügt über zwei Gleise mit Seitenbahnsteigen. Über dem Gleisniveau befindet sich ein Zwischengeschoss mit Zutrittskontrolle.
Die architektonische Ausstattung wurde wie bei allen Bahnhöfen der Linie M3 von den Architekten Claudio Dini und Umberto Cappelli gestaltet.

## Anbindung
Am U-Bahnhof bestehen Umsteigemöglichkeiten von der Linie M3 zu einigen Buslinien der Azienda Trasporti Milanesi.
| Linie | Verlauf |
| ----- | --- |
|       | Comasina – Affori FN – Affori Centro – Dergano – Maciachini – Zara – Sondrio – Centrale FS – Repubblica – Turati – Montenapoleone – Duomo – Missori – Crocetta – Porta Romana – Lodi TIBB – Brenta – Corvetto – Porto di Mare – Rogoredo FS – San Donato |